# Calliprason
Calliprason là một chi xén tóc thuộc phân họ Cerambycinae.

## Các loài
- Calliprason costifer
- Calliprason elegans
- Calliprason marginatum
- Calliprason pallidum
- Calliprason sinclairi